# Roland Brinkmann
Roland Brinkmann (Hagenow, 23 de janeiro de 1898 – Hamburgo, 3 de abril de 1995) foi um geólogo e paleontólogo alemão

## Obras
- Abriß der Geologie, Enke Verlag, Band 1 Allgemeine Geologie, 10. Auflage 1967, Band 2 Historische Geologie, 9. Auflage 1966. Das Buch entstand aus Emanuel Kaysers Abriss der Geologie, ab 1954 ist aber nur noch Brinkmann als Autor aufgeführt. Neuauflagen:
  - Allgemeine Geologie, 13. Auflage, Enke Verlag 1984, neu bearbeitet von Werner Zeil
  - Historische Geologie, Stuttgart, Enke Verlag, 13. Auflage 1986, neu bearbeitet von Karl Krömmelbein
  - Seine Historische Geologie wurde auch ins Spanische, Portugiesische und ins Englische übersetzt: Geologic evolution of Europe, Enke Verlag, Hafner, New York 1960
- Geology of Turkey, Enke Verlag 1976